# Paolo Bussetti
Paolo Bussetti (fl. XX secolo) è stato un nuotatore italiano.

## Carriera
Partecipò con Fabio Mainoni alle gare di nuoto della II giochi olimpici di Parigi del 1900. Sono stati i primi due nuotatori italiani ai Giochi olimpici.
L'11 agosto prese parte alle gare dei 200 metri stile libero arrivando quinto in batteria, con un tempo di 3'35"0, senza qualificarsi per la finale. Lo stesso giorno scese in acqua di nuovo per la batteria dei 200 metri dorso, dove arrivò quarto in 4'09"2 (4'09"1/5 il tempo esatto misurato, si usavano cronometri precisi al quinto di secondo) diventando il primo nuotatore italiano a qualificarsi per una finale olimpica e classificandosi settimo il giorno dopo con un tempo di 3'45"0.

## Palmarès
| Giochi Olimpici     | 200 m st. libero           | 200 m dorso |
| 1900 Parigi Francia | elim. in semifinale 3'25"0 | 7º 3'45"0   |